# Bronisław Pawlewski
Bronisław Pawlewski (ur. 13 stycznia 1852 w Wołowej, zm. 29 stycznia 1917 we Lwowie) – polski chemik–technolog.

## Życiorys
W 1872 ukończył w Warszawie gimnazjum, a następnie studiował chemię na wydziale fizyko-matematycznym tamtejszego Uniwersytetu. W 1876 obronił pracę dyplomową na temat chlorowych związków organicznych i otrzymał tytuł kandydata nauk przyrodniczych. Rok później podjął pracę asystenta w Katedrze Chemii Ogólnej w puławskim Instytucie Gospodarstwa Wiejskiego i Leśnictwa. W 1879 powrócił do Warszawy i został asystentem w Katedrze Chemii Technicznej na Uniwersytecie Warszawskim, ale władze carskie stosowały takie obostrzenia, że po dwóch latach przeniósł się do Lwowa, gdzie otrzymał etat w Szkole Politechnicznej. Początkowo był asystentem na Wydziale Chemii Technicznej, ale po obronionej w 1882 pracy habilitacyjnej został wykładowcą technologii chemicznej. Stanowisko to przejął po wykładającym w języku niemieckim Juliuszu Brühlu, w ten sposób stał się pierwszym polskojęzycznym wykładowcą technologii chemii na tej uczelni. W 1883 otrzymał awans na stanowisko kierownika Katedry Technologii Chemicznej, dwa lata później uzyskał tytuł profesora nadzwyczajnego. W 1888 otrzymał tytuł profesora zwyczajnego oraz został na dwa lata dziekanem Wydziału Chemicznego, od 1895 przez rok był rektorem lwowskiej Szkoły Politechnicznej. Równocześnie od 1883 do 1891 kierował pracami doświadczalnej stacji naftowej, a pomiędzy 1891 a 1896 wykładał chemiczną technologię drewna w Krajowej Szkole Gospodarstwa Lasowego. W 1909 ponownie został wybrany na rektora Szkoły Politechnicznej i pełnił tę funkcję przez rok.

## Aktywność naukowa
Bronisław Pawlewski był naukowcem o wszechstronnych zainteresowaniach, poza chemią organiczną i nieorganiczną oraz dziedzinami gospodarki z nich wynikającymi tj. garbarstwo, chemiczna przeróbka drewna swoje zainteresowania kierował również na przemysł farmaceutyczny, górnictwo, geologię oraz przetwórstwo spożywcze m.in. piwowarstwo. Był pionierem badań krytycznych, w 1882 opracował wzór pozwalający opisać zależność temperatury krytycznej od składu procentowego roztworu. Przeprowadził badania nad rudami cynkowo-ołowianymi, których złoża znajdowały się w Truskawcu oraz wodami mineralnymi w Busku, a także kaolinami i torfami galicyjskimi oraz formacjami solnymi w Bochni. Interesowała go również chemia fizyczna, przedmiotami badań prowadzonych w tym zakresie były roztwory i barwniki oraz zależność barwy związku chemicznego od jego budowy. Badał kwasy organiczne, tiozwiązki, związki aromatyczne i mocznik. 

## Działalność społeczna
Poza działalnością zawodową aktywnie uczestniczył w życiu społecznym lwowskiego środowiska naukowego, należał do Krajowej Rady Górniczej, a od 1885 do Krajowej Rady Przemysłowej. Przez dwadzieścia lat zasiadał w radzie miasta Lwowa oraz przewodniczył pracom miejskiej Komisji Technicznej. Od 1881 był członkiem Polskiego Towarzystwa Przyrodników im. Mikołaja Kopernika, był członkiem zarządu. Pełnił również funkcję wiceprezesa Polskiego Towarzystwa Politechnicznego, pomiędzy 1893 a 1899 był redaktorem wydawanego przez Towarzystwo „Czasopisma Technicznego”. Jego informacja o odkryciu przez Marię Skłodowską-Curie polonu była pierwszą opublikowaną na ten temat w polskiej prasie. W 1900 został członkiem Komisji Bibliograficznej Akademii Umiejętności, uczestniczył w pracach nad Katalogiem literatury naukowej polskiej. W latach 1910–1914 pełnił funkcje prezesa Polskiego Stronnictwa Postępowego. Członek Wydziału Finansowego Komisji Tymczasowej Skonfederowanych Stronnictw Niepodległościowych. Popierał Józefa Piłsudskiego i stworzone przez niego Legiony Polskie, był prezesem Departamentu Skarbowego i wiceprezesem delegatury Naczelnego Komitetu Narodowego we Lwowie.
Jedną z pasji Bronisława Pawlewskiego była turystyka górska, którą zaszczepił swoim dzieciom. 

## Ordery i odznaczenia
- Krzyż Komandorski Orderu Odrodzenia Polski (pośmiertnie, 11 listopada 1936)[3]

## Publikacje
Był autorem licznych publikacji i felietonów, prac naukowych i opracowań akademickich. Wśród bogatego dorobku naukowego drukiem ukazały się m.in.:
- Podręcznik analizy miarowej, Warszawa 1883;
- Analiza chemicznotechniczna, Lwów 1896,1900,1906;
- Organiczna preparatyka chemiczna, Lwów 1907,1908;
- Sposoby oceniania wartości nafty, Warszawa 1884;
- Przekład z języka niemieckiego A. Classena Przewodnik do analizy ciał organicznych, Warszawa 1876.

## Życie prywatne
Żoną Bronisława Pawlewskiego była Henryka z Michałowskich (kuzynka Marii Skłodowskiej-Curie). Pawlewscy mieli troje dzieci:
- Jadwigę Fabrycową (1888–1971), żona późniejszego generała dywizji Wojska Polskiego, Kazimierza Fabrycego;
- Tadeusza Pawlewskiego (1890–1970), taternika;
- Irenę I voto Fabrycową, II voto Szydłowską (1892–1982), działaczkę społeczną, taterniczkę wysokogórską, inicjatorka kobiecej turystyki wysokogórskiej, żona Jerzego Szydłowskiego, ofiary zbrodni katyńskiej[5].